# Liz Masakayan
Elizabeth Lee Masakayan dite Liz Masakayan, née le 31 décembre 1964 à Quezon City, est une joueuse américaine de beach-volley et de volley-ball. 
Sélectionnée en équipe des États-Unis de volley-ball féminin de 1986 à 1990, elle participe aux Jeux olympiques d'été de 1988 à Séoul.
Elle est médaillée de bronze aux Championnats du monde de beach-volley en 1999 à Marseille avec Elaine Youngs.